# Arionauro
Arionauro da Silva Santos (Rio de Janeiro, 26 de março de 1968) é um ilustrador e cartunista brasileiro.

## Prêmios
Arionauro foi premiado pelo X Salão Carioca de Humor (RJ, 1998), I Mostra Maranhense de Humor, (MA, 1998), 21ste Internationale Cartoonale, (Bélgica, 1999), Peace Cup International Cartoon Contest of XinMin Evening News (Xangai, República Popular da China, 2004), The 13th Daejeon International Cartoon Contest, (Coreia, 2004) e como "Cartunista do Ano de 2010" pelo site Bigorna.net.
Atualmente colabora para vários jornais, revistas e sites no mundo.